# Joaquín Hendricks Díaz
Joaquín Ernesto Hendricks Díaz (Chetumal, Quintana Roo; 7 de noviembre de 1951) es un político mexicano licenciado en derecho por la Universidad Nacional Autónoma de México, gobernador del estado de Estado de Quintana Roo de 1999 a 2005. Principal impulsor de la creación de Conferencia Nacional de Gobernadores (CONAGO). Actualmente[¿cuándo?] se desempeña como Secretario Técnico del Consejo Político Nacional y de la Comisión Política Permanente del Partido Revolucionario Institucional.

## Vida política
Inició su carrera dentro del PRI en 1975, donde desempeñó los cargos de subdirector jurídico y subdirector de política electoral. En 1995, fue presidente del Comité Directivo Estatal del Partido Revolucionario Institucional (PRI), en Quintana Roo, y secretario adjunto del Comité Ejecutivo Nacional (CEN) del mismo partido.
Diputado Federal por el Primer Distrito Electoral de Quintana Roo, LVI Legislatura, (1991-1994), actividades legislativas. Fue miembro de las comisiones de turismo, bosques y selvas, asuntos fronterizos, gobernación y puntos constitucionales, y justicia; secretario de la Comisión de la Defensa Nacional, coordinador de la diputación de Quintana Roo y de Cargos Administrativos en los gobiernos Estatal y Federal Adscritos a la Asesoría Jurídica, del Estado Mayor Presidencial y de la Presidencia de la República (1981-1986); subjefe de Asesores Jurídicos, Estado Mayor Presidencial, Presidencia de la República (1983-1986); secretario Privado del Gobernador Constitucional del Estado de Quintana Roo, (1987-1988); director de asuntos Jurídicos, 1988-1989; subprocurador de justicia 1989 y procurador general de Justicia (1989-1991) del gobierno del Estado de Quintana Roo.

## Gobernador de Quintana Roo (1999-2005)
Su gestión estuvo marcada por claroscuros y un periodo controvertido, destaca su visión política y escándalos de corrupción después de su periodo.

### CONAGO
Fue uno de los impulsores de la Conferencia Nacional de Gobernadores (CONAGO), como un instrumento republicano para una relación institucional, coordinada, equilibrada y transparente entre los gobiernos de los Estados y el gobierno Federal, organización que fue criticada en un principio por lo novedosa e incomprendida. Se celebró la primera reunión en del 13 de julio de 2002 en  Cancún, donde queda constituida contando con la presencia de 17 Gobernadores de las 32 Entidades Federativas; fue hasta seis reuniones después que los gobernadores del Partido Acción Nacional PAN, se integran a la conferencia siendo en la actualidad un instrumento eficiente de comunicación y respuesta a los conflictos entre ambos órdenes de gobierno.

### Desarrollo económico
En la gestión gubernamental destaca la introducción del sistema de Hidroponia para la producción agrícola e integrar la producción a las necesidades del sector hotelero. En materia de infraestructura emprende la modernización carretera donde alguna vez señaló: “que no hubiese un camino digno que uniera a la capital Chetumal con la famosa ciudad de Cancún” por tanto realizó dicha obra.

### Educación
En materia educativa se invirtió más del 50% de presupuesto, se rompieron los índices en educación básica y se creó la Universidad del Caribe para cumplir con una demanda de capacitación para el empleo en el destino turístico más grande del país Cancún, tarea que consideró que debía ser realizada por instituciones públicas de educación superior y capacitación.

### Político electoral
En materia electoral, se llevaron a cabo reformas legislativas para regular las precampañas, tres años antes de que se realizara a nivel federal. Por su formación juridicial, encabeza la reforma al Tribunal Superior de Justicia del Estado, creando la sala constitucional y el Consejo de la Judicatura Local junto con otros gobernadores y como consecuencia del cambio de partido político en la presidencia de la república, entiende que la correlación de fuerzas se ha modificado, impulsa la creación de la Conferencia Nacional de Gobernadores conocida por sus siglas la “CONAGO” celebrando la primera reunión en Cancún.

### Turismo
Considerando la vocación turística del Estado, impulsó la actividad gestionando y provocando la inversión privada y pública en la materia, continuando la labor de sus antecesores de incrementar el número de cuartos en Cancún y en la Riviera Maya. 
Durante su gobierno, se consolida Mahahual como el segundo puerto nacional de cruceros del país después de Cozumel, considerando el trayecto de los cruceros que visitan la isla, se continuó el proyecto de su antecesor para desarrollar un nuevo destino turístico aprovechando la belleza de los recursos naturales que le han dado fama al Estado. Considerando la afluencia turística y aprovechando la ventaja geográfica del estado en la península de Yucatán, como alternativa de puerto de salida a Europa, Estados Unidos, Centro y Sudamérica, impulsó la creación de un nuevo aeropuerto de la Riviera Maya. Chetumal, la capital del Estado de Quintana Roo, padecía en una importante zona urbana de inundaciones frecuentes, destinó recursos en obras de drenaje, que evitaran definitivamente las inundaciones de la capital. Correspondiendo a la contribución económica importante que le significa al Estado y al país la isla de Cozumel por el arribo de tu turistas por medio de los cruceros, realizó la remodelación y adecuación del malecón, considerada la obra de imagen urbana y turística más importante de los últimos cien años.
Instrumenta el Plan de Ordenamiento Ecológico Territorial para aprovechar de manera ordenada y sustentable las playas del estado. Se consolidó por la calidad de sus campos como destino golfista de primer nivel, compitiendo con los mejores del mundo, completándose hasta 12 el número de campos de golf construidos.

### Endeudamiento público del Estado
Algo que se le criticó mucho fue el endeudamiento de la entidad: la deuda de Quintana Roo pasó de 761 mdp a un mil 928 mdp en su gestión, con un incremento 153 por ciento en seis años, pero con sus sucesores el endeudamiento fue mayor.